# 大師ヶ岳
大師ヶ岳（たいしがたけ、だいしがたけ）は、富山県の高岡市と氷見市に跨がる山。

## 概要

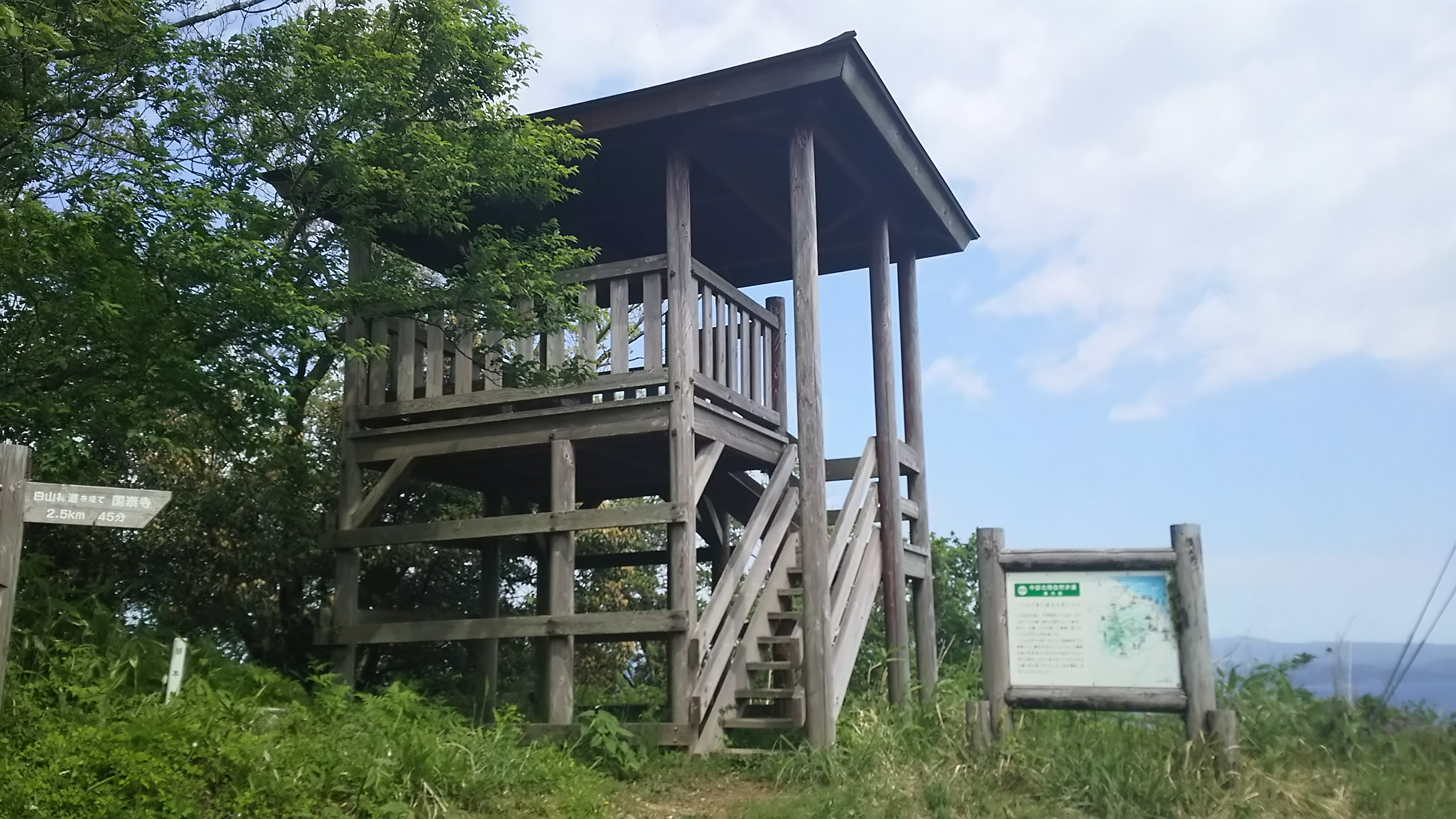
大師ヶ岳の山頂に設置された展望台

標高253.6m。二上丘陵の北部に位置し、三等三角点が設置されている。
山名の語源は、ダシ（出しの風）の山に由来する説と、僧の敬称である大師に由来する説がある。
二上山万葉ラインや高岡市自然休養村「アッパレハウス」から遊歩道が整備されている。

## 周辺の山々
- 二上山（標高274m）
- 城山（標高258.9m）
- 鉢伏山（標高179.2m）

## 放送送信施設
- 高岡二上テレビ中継局